# Pak Csiszong
Pak Csiszong (hangul: 박지성, handzsa: 朴智星, RR: Park Ji-Seong; Kohung (Goheung), 1981. március 30. –) dél-koreai válogatott labdarúgó, olimpikon.

## Pályafutása

### Kióto Szanga
Pak (Park) 2000-ben írta alá első profi szerződését a Kiotó Szanga csapatával, ezzel ő lett az első koreai játékos, aki nem hazájában, hanem Japánban kezdte pályafutását.[forrás?] A Szanga 2001-ben feljutott a japán élvonalba, majd 2002-ben bejutott a Japán Kupa döntőjébe, amit meg is nyert, jelentősen hozzájárulva a meccs kimeneteléhez.

### PSV Eindhoven
A 2002-es vb előtt Guus Hiddinket nevezték ki a PSV menedzserévé. 2003-ban Pak (Park) és I Jongphjo (Lee Yeong-pyo) is a holland élcsapathoz igazolt, hogy a koreai válogatott korábbi szövetségi kapitányával dolgozhassanak együtt, aki egyben mentoruk is volt. I (Lee) hamar beilleszkedett, de Pak (Park)ot sérülések hátráltatták.[forrás?]
A 2003–04-es szezon végére ő is kezdett belerázódni a holland élvonalba. A következő évadban Arjen Robben távozása után egyre több lehetőséghez jutott és hamar megmutatta, hogy mit is tud valójában. Hamarosan megszületett első gólja a Bajnokok Ligájában is, az AC Milan hálójába talált be az elődöntőben.
A PSV szurkolói annyira megszerették a koreai középpályást, hogy írtak róla egy dalt is.[forrás?]

### Manchester United
A 2004/05-ös szezon utolsó napjaiban Pak a sok ajánlat közül a Manchester Unitedét fogadta el. A vörös mezesek 4 millió fontot fizettek érte. Egy Lille OSC elleni Bajnokok Ligája-meccsen Ryan Giggs neki adta a csapatkapitányi karszalagot, miután lecserélték, így ő lett a United első ázsiai kapitánya. 2005. december 20-án, a Birmingham City ellen szerezte meg első gólját a Vörös Ördögöknél, a Ligakupában.
2006. február 5-én, egy Fulham elleni találkozón a bajnokságban is betalált, de a gólt később öngólnak minősítették. Első hivatalos Premier League-gólját április 9-én, az Arsenal ellen szerezte. A 2006/07-es idény végén ő lett az első koreai játékos, aki megnyerte az angol bajnokságot. 2008. április 29-én a Manchester United 1-0-ra verte a Barcelonát és bejutott a Bajnokok Ligája döntőjébe, a szakemberek Pak (Park)-ot választották a meccs legjobbjának.[forrás?] Nagy meglepetésre a döntőben nem játszott.
2009 májusában megszerezte első Bajnokok Ligája-gólját a United színeiben, az Arsenal ellen 3-1-re megnyert mérkőzésen talált be. Csapata ismét bejutott a BL-döntőbe, Pak (Park) ezúttal lehetőséghez jutott és ezzel ő lett az első koreai, aki játszhatott a sorozat döntőjében.

### Queens Park Rangers
Pak (Park) 2012. július 9-én a Queens Park Rangershez igazolt, kétéves szerződést kötve a csapattal. Debütáló mérkőzésén 5-0 arányban sikerült győzelmet elérni a Swansea City AFC csapata ellen. Szezonja azonban nem volt a legsikeresebb, és bár eleinte még a csapatkapitányi karszalagot is megkapta, több sérülés, illetve formahanyatlás miatt sem tudott sokat segíteni csapatán. A szezonban végül mindösszesen 20 mérkőzésen lépett pályára, gólt nem szerzett egyik mérkőzésen sem, csapata pedig kiesett az élvonalból.

### Visszatérés a PSV-hez és visszavonulása
A QPR kiesését követően 2013. augusztus 8-án jelentették be, hogy kölcsönben visszatért korábbi csapatához, a PSV-hez a következő szezonra, munkavállalási engedélyét azonban később kapta csak meg, így a szezon kezdetekor még nem tudott csapata rendelkezésére állni. Első gólját második PSV-mezben vívott mérkőzését szerezte a Heracles Almelo ellen a 86. percben augusztus 24-én, ezzel kiegyenlítve a mérkőzést. 2013. szeptember 22-én.
2014. május 14-én, nem sokkal a szezon befejezését követően Pak (Park) 33 évesen bejelentette visszavonulását, térdproblémáira hivatkozva.

## Válogatott
Pak (Park) az U23-as válogatottban nyújtott teljesítményével már jelezte, hogy később a nagy válogatottnál is számítani kell rá. A korosztályos csapatban védekező középpályást játszott, de a felnőttek között Guus Hiddink legtöbbször szélsőként számított rá. A 2002-es vb-n is szerepelt és a portugálok ellen lőtt egy látványos gólt.
A 2006-os tornára is behívták és időközben megkapta a 7-es számú mezt, addig a 21-est viselte. A franciák elleni csoportmeccsen egyenlítő gólt szerzett és később ő kapta a meccs legjobbjának járó díjat.[forrás?] 2008. október 11-én, egy Üzbegisztán elleni barátságos meccsen megkapta a csapatkapitányi karszalagot.

## Sikerei, díjai
Kiotó Szanga
- A japán másodosztály bajnoka: 2001
- Japán kupa-győztes: 2002

PSV Eindhoven
- Holland bajnok: 2002–03, 2004–05
- Holland kupa-győztes: 2004–05
- Holland szuperkupa-győztes: 2003

Manchester United
- Angol bajnok: 2006–07, 2007–08, 2008–09, 2010–11
- Angol ligakupa-győztes: 2005–06, 2008–09, 2009–10
- Angol szuperkupa-győztes: 2007, 2008, 2010, 2011,
- UEFA-bajnokok ligája-győztes: 2007–08
- FIFA-klubvilágbajnok: 2008